# Tamandani Nsaliwa
Tamandani Wazayo Phillip Nsaliwa (* 28. Januar 1982 in Lilongwe, Malawi) ist ein deutsch-kanadischer Fußballspieler malawischer Abstammung.

## Karriere

### Fußball

#### Als Spieler
Nsaliwa war Nationalspieler der Kanadischen Fußballnationalmannschaft und bestritt bisher 11 A-Länderspiele. Er spielte in Deutschland für Energie Cottbus, den 1. FC Nürnberg, SSV Jahn Regensburg und den 1. FC Saarbrücken. Zur Saison 2006/07 wechselte Nsaliwa zum griechischen Erstligisten Panionios Athen. Er wechselte zur Saison 2007/08 zum Stadtrivalen AEK Athen.
Der Verteidiger hat 104 Spiele in der 2. Bundesliga bestritten und dabei ein Tor erzielt.
Große Erfolge waren 2001 der Aufstieg mit Nürnberg in die 1. Bundesliga und die griechische Vizemeisterschaft 2008 mit AEK Athen.
Zur Rückrunde der Spielzeit 2012/13 wechselte er in die türkische TFF 1. Lig zu Bucaspor. Nach 1½ Jahren in der Türkei kehrte er nach Deutschland zurück, wo er sich in Karbach fit hielt. Nach mehreren Tests in Asien, beendete er 2014 seine Spielerkarriere. Nach dreijähriger Abstinenz verkündete Nsaliwa im Juli 2017 sein Comeback und unterschrieb am 28. Juli 2017 für den SV Bruttig-Fankel.

#### Als Trainer
Im Juli 2017 wurde er Spielertrainer des Kreisligisten SV Bruttig-Fankel. Seit November 2017 trainiert Nsaliwa die D-Juniorinnen seines Vereines SV Bruttig-Fankel. Am 13. Januar 2023 übernahm Nsaliwa die Trainerrolle in der Kreisliga A Hunsrück/Mosel bei der zweiten Mannschaft der SpVgg Cochem, wo er seit Oktober 2023 Trainer der ersten Mannschaft ist.

### Musik
Nach seinem Karriereende startete Nsaliwa 2013 eine Musikkarriere und gründete das Label TnaDnaMusic, mit Sitz in Bonn. Er veröffentlichte sein Debüt-Album YEG to the World am 10. Juni 2013.